# Ningaui ridei
Il ningaui di Wongai (Ningaui ridei Archer, 1975) è un marsupiale australiano della famiglia Dasyuridae.

## Descrizione
Il corpo è lungo 5 - 7,5 cm, e la coda circa 5 – 7 cm.

## Biologia
Si nutre di insetti. La gestazione dura 13-21 giorni.